# Botanophila montivaga
Botanophila montivaga är en tvåvingeart som först beskrevs av Willi Hennig 1970.  Botanophila montivaga ingår i släktet Botanophila och familjen blomsterflugor. Inga underarter finns listade i Catalogue of Life.